# Мамула, Мирослав
Мирослав Мамула (чеш. Miroslav Mamula; 5 июня 1930, Силезская Острава — 6 мая 1986, Острава) — чехословацкий коммунистический политик, член ЦК КПЧ, первый секретарь Северо-Моравского краевого комитета КПЧ с центром в Остраве в 1970—1986. Придерживался ортодоксального сталинистского курса, был противником Пражской весны. В 1968 поддержал интервенцию Варшавского договора, выступал жёстким проводником «нормализации».

## Партийный функционер
Родился в чешской рабочей семье. В молодости работал на текстильной фабрике Slezan во Фридек-Мистеке. С 1947 состоял в Коммунистической партии Чехословакии (КПЧ). В 1948, после февральского переворота и прихода к власти КПЧ, занял на фабрике административную должность.
В 1955 Мирослав Мамула перешёл в партийный аппарат. Был назначен секретарём по идеологии городского комитета КПЧ Фридек-Мистека. С 1962 — секретарь по оргвопросам горкома КПЧ в Остраве — центре Северо-Моравского края (ныне — Моравско-Силезский край Чехии). С 1966 — заведующий отделом строительства и транспорта Северо-Моравского краевого комитета КПЧ. В 1969 — секретарь-куратор парторганизаций на промышленных предприятиях.

## Остравский секретарь
Мирослав Мамула придерживался ортодоксально-коммунистических сталинистских позиций, был сторонником курса и наследия Клемента Готвальда. Он негативно воспринял реформы Пражской весны. Поддержал интервенцию Варшавского договора в августе 1968 и политику «нормализации». С 1970 по 1986 Мирослав Мамула — первый секретарь Северо-Моравского комитета КПЧ. Возглавлял региональное отделение Национального фронта. Был членом ЦК КПЧ. С 1971 по 1986 — депутат Национального собрания ЧССР.
Мирослав Мамула являлся практически неограниченным правителем региона. Проводил жёсткие идеологические кампании. В своих установочных выступлениях Мамула особо отмечал, что «часть рабочих перешла на сторону врагов нашей социалистической политики и союза с СССР», обличал «ренегатов», превозносил марксизм-ленинизм и «новое руководство во главе с товарищем Гусаком». Подчёркивал полновластие КПЧ, ориентацию на СССР, обещал «не допустить Прагу в Остраве» (имелось в виду недопущение какого-либо диссидентства и инакомыслия). Грозил уничтожением любой оппозиции. Фигура Мирослава Мамулы вызывала страх в регионе.
Мирослав Мамула проводил даже свою внешнюю политику. В 1980—1981 он выступал за силовое подавление движения Солидарность в Польше. Северо-Моравский край ЧССР граничил с Катовицким воеводством ПНР. Мамула установил прямую связь с первым секретарём Катовицкого воеводского комитета ПОРП Анджеем Жабиньским — тоже видным представителем ортодоксального «бетона». Жабиньский регулярно посещал Остраву, Мамула — Катовице. В Остраве были устроены помещения для приёма катовицких функционеров ПОРП с семьями, располагалась полиграфическая база сталинистского Катовицкого партийного форума. Мамула и Жабиньский готовили конкретные планы военного вторжения в Польшу с чехословацкой территории, подобно интервенции в Чехословакию 1968 года. Но такое развитие событий удалось предотвратить.
Жёсткой была и социальная политика Мамулы. По его указанию в Северо-Моравском крае были введены т. н. «мамуловки» — дополнительные рабочие субботы. В заведениях общественного питания по средам подавались только вегетарианские блюда — для экономии мясных продуктов.

## Смерть и память
Скончался Мирослав Мамула незадолго до своего 56-летия. Некролог был опубликован в центральном органе КПЧ Rudé právo. Среди причин говорят и о злоупотреблении алкоголем (такое же пристрастие польский генерал Ян Лазарчик отмечал у Жабиньского).
В современной Чехии деятельность Мамулы расценивается крайне негативно. Предполагается, что если бы он дожил до Бархатной революции, то непременно применил бы против демонстрантов вооружённую силу — по крайней мере, партийную милицию (даже если бы не имел на это указания из Праги). Некоторые симпатии к нему высказывают только коммунистические функционеры. Остравский представитель КПЧМ Йозеф Бабка утверждал, будто люди путают Мирослава Мамулу с тёзкой и однофамильцем — генералом ЧНА, и зачастую приписывают первому черты второго.
Мирослав Мамула был женат, имел шестерых детей.